# Powderfinger
Powderfinger es un grupo de rock alternativo procedente de Australia.

## Miembros
- Bernard Fanning - Voz solista, teclados, armónica
- John Collins - Bajo
- Ian Haug - Guitarra, coros
- Darren Middleton - Guitarra, teclado, coros
- Jon Coghill - Batería, percusión

## Discografía

### Álbumes
- 1994: Parables for Wooden Ears
- 1996: Double Allergic
- 1998: Internationalist
- 2000: Odyssey Number Five
- 2003: Vulture Street
- 2004: These Days: Live in Concert - álbum en vivo
- 2004: Fingerprints: The Best of Powderfinger 1994-2000 - álbum recopilatorio
- 2007: Dream Days at the Hotel Existence
- 2007: Across the Great Divide Tour - álbum en vivo
- 2009: Golden Rule
- 2009: Seven Deadly Spins - álbum recopilatorio
- 2010: Sunsets Farewell Tour - álbum en vivo
- 2011: Footprints - The Best of Powderfinger 2001-2011 - álbum recopilatorio
- 2011: Fingerprints & Footprints: Ultimate Collection - álbum recopilatorio

### Sencillos
- Del Álbum Parables for Wooden Ears
  - 1994: Tail
  - 1994: Grave Concern
  - 1995: Save Your Skin

- Del Álbum Double Allergic
  - 1996: Pick You Up
  - 1996: D.A.F
  - 1996: Living Type
  - 1997: Take Me In

- Del Álbum Internationalist
  - 1998: The Day You Come
  - 1998: Good Day Ray
  - 1999: Already Gone
  - 1999: Passenger

- Del Álbum Odyssey Number Five
  - 2000: My Happiness
  - 2000: My Kind of Scene - sencillo promocional
  - 2001: Like a Dog
  - 2001: The Metre

- Del Álbum "Vulture Street"
  - 2003: (Baby I've Got You) On My Mind
  - 2004: Since You've Been Gone
  - 2004: Love Your Way
  - 2004: Sunsets

- Del Álbum "Dream Days at the Hotel Existence"
  - 2007: Lost and Running
  - 2007: I Don't Remember
  - 2007: Nobody Sees (sencillo-descargable)
  - 2008: Who Really Cares (Featuring the Sound of Insanity)

- Del Álbum "Golden Rule"
  - 2009: All of the Dreamers
  - 2010: Burn Your Name
  - 2010: Sail the Wildest Stretch
  - 2010: Iberian Dream
  - 2011: I'm on Your Side

### EP
- 1993: Powderfinger
- 1993: Transfusion
- 1995: Mr Kneebone
- 1999: The Triple M Acoustic Sessions
- 2008: iTunes Live from Sydney

### Álbumes de video
- 2004: Sunsets
- 2004: These Days: Powderfinger Live In Concert
- 2007: Across the Great Divide Tour – Powderfinger & Silverchair
- 2010: Sunsets Farewell Tour

- Datos: Q1192255
- Multimedia: Powderfinger / Q1192255